# Де Лобера, Анна
Анна Де Лобера Торрес или Анна Иисуса (исп. Anna de Jesús, 5 декабря 1545, Медина-дель-Кампо, Королевство Кастилия и Леон, Испанская империя — 4 марта 1621, Брюссель, Испанские Нидерланды) — досточтимая римско-католической церкви, монахиня ордена босых кармелиток, мистик, основательница монастырей в Испании, Франции и Бельгии.

## Биография
Анна де Лобера Торрес родилась в Медина дель Кампо в Кастилии в Испании 25 ноября 1545 года в семье Диего (Дидака) де Лобера и Франциски де Торрес. До 7 лет она росла глухонемой. Рано осиротев, Анна была доверена заботам родственников по отцовской линии. Ещё в миру она дала обет целомудрия, вступив же в 1570 году в монастырь босых кармелиток в Авиле она приняла монашеское облачение и взяла новое имя Анны Иисуса.
Во время новициата молодую послушницу заметила и пригласила к себе в Саламанку святая Тереза Авильвская, которая лично участвовала в формировании будущей монахини. Здесь 22 октября 1571 года Анна принесла монашеские обеты. Вместе с духовной матерью она участвовала в основании обители в городе Беас, (Андалусия), где её избрали в настоятельницы. Затем в 1582 году по благословению духовницы Анна основала ещё один монастырь в Гранаде.
С большим уважением к ней относился другой великий подвижник ордена — святой Иоанн Креста, называвший её «серафимом» и посвятивший ей комментарии на Песнь Духа. Вместе с ним в 1586 году она основала монастырь босых кармелиток в Мадриде, в котором её снова избрали в настоятельницы.
Здесь в 1588 году ей удалось впервые издать сочинения святой Терезы Авильской и пришлось выступить против супериора кармелитов — Николая Иисуса и Марии (в миру Николая Дориа), желавшего свернуть, начатые основательницей реформы и исказить их духовное содержание. Анна Иисуса пыталась апеллировать к Святому Престолу и за это её наказали, в течение трёх лет совершенно лишив общения. По окончании наказания, в 1594 году она переехала из Мадрида в Саламанку и через два года в местной обители её снова избрали в настоятельницы.
В 1604 году вместе с блаженной Анной Святого Варфоломея и другими монахинями по приглашению кардинала Пьера де Берюлля Анна Иисуса прибыла во Францию, где за два года основала монастыри Париже, Понтуазе и Дижоне. Однако вскоре и здесь у неё возникли разногласия с кардиналом, который пожелал внести изменения в Устав.
Воспользовавшись приглашением инфанты Клары Изабеллы и эрцгерцога Альберта Австрийского, 22 января 1607 года Анна Иисуса прибыла во Фландрию. Царственная чета просила её основать монастырь босых кармелиток в Брюсселе. За два года, кроме монастыря в Брюсселе, в котором она была настоятельницей, Анна лично основала обители в Лувене и Монсе и содействовала появлению босых кармелиток в Антверпене и в Кракове (Польше). В 1610 году ей удалось получить благословение Святого Престола на устройство во Фландрии монастырей босых кармелитов.
Анна Иисуса скончалась в Брюсселе 4 марта 1621 года.

## Почитание
Сразу же после смерти началось её почитание. Когда начатый еще в XVII веке процесс по канонизации подвижницы был завершён, 2 мая 1878 года она была объявлена досточтимой. 2 мая 1885 года были официально одобрены её сочинения и духовные письма.